# Земля Сэбина
Земля Сэбина (норв. Sabine Land) — часть территории на острове Западный Шпицберген (архипелаг Шпицберген, Норвегия).
Земля Сэбина располагается в восточной части острова. Площадь составляет около 1 900 км². Часть территории покрыта ледником Негрибрин. Земля получила название в честь Эдварда Сэбина (1788—1883), ирландского учёного, исследователя Шпицбергена.